# I triumwirat

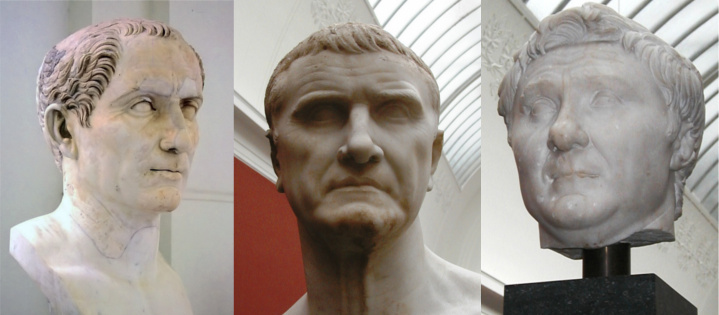
Popiersia osób wchodzących w skład I triumwiratu.Od lewej: Juliusz Cezar, Marek Krassus, Gnejusz Pompejusz.

I triumwirat – tajne, nieformalne porozumienie zawarte pomiędzy Gajuszem Juliuszem Cezarem, Gnejuszem Pompejuszem i Markiem Krassusem. 
W 60 r. p.n.e. zawarli oni porozumienie, nazywane później I triumwiratem.
W jego wyniku podzielili się władzą w państwie: ustalili, kto i kiedy obejmie w nim najwyższe funkcje oraz przyznali sobie namiestnictwa w najważniejszych prowincjach.
Hiszpanią przez pięć lat miał władać Pompejusz, Syrią Krassus, a Galią Przedalpejską  (Cisalpińską) i Ilirią - Cezar. 